# Galactosamin
Galactosamin (kurz: GalN) ist der Trivialname des Hexosamins 2-Amino-2-desoxy-D-galactose. Der Aminozucker der Galactose ist in N-acetylierter Form (als N-Acetylgalactosamin) Monomer von Chondroitin sowie Bestandteil von Glycoproteinen und Glycolipiden. Das Vorkommen in Knorpel (gr. chondros), Bindegewebe und Sehnen führte zur Bezeichnung Chondrosamin.

## Vorkommen
Hormon-Glycoproteine wie Follikelstimulierendes Hormon (FSH) oder Luteinisierendes Hormon (LH) enthalten D-Galactosamin.
Galactosamin kommt vorwiegend als Hydrochloridsalz (D-Galactosamin-HCl) in den Handel; daneben existiert das Derivat N-Acetyl-D-galactosamin.

## Funktionen
Das Galactosamin-Hydrochlorid ist leberschädigend bei Ratten, Mäusen und weiteren Tieren; es wird daher in Tierversuchen zur Stimulierung von Leberschäden eingesetzt.

## Stoffwechsel
Galactosamin wird im Stoffwechsel verschiedentlich benötigt, es kann aber oft nicht direkt eingebaut werden. Als Beispiel sei der Weg vom D-Fructose-6-phosphat zum Chondroitinsulfat genannt:
- Fructose-6-phosphat wird durch die Enzyme Glutamin-fructose-6-phosphat-Transaminase (EC 2.6.1.16) oder Glucosamin-6-phosphat-Deaminase (EC 3.5.99.6) zu D-Glucosamin-6-phosphat umgewandelt.
- Dieses wird durch die Enzyme Glucosamin-6-phosphat-N-Acetyltransferase (EC 2.3.1.4) oder N-Acetylglucosamin-6-phosphat-Deacetylase (EC 3.5.1.25) zu N-Acetyl-D-glucosamin-6-phosphat umgewandelt.
- Dieses wird durch das Enzym Phosphoacetylglucosamin-Mutase (EC 5.4.2.3) zu N-Acetyl-D-glucosamin-1-phosphat umgewandelt.
- Dieses wird durch das Enzym UDP-N-Acetylglucosamin-Diphosphorylase (EC 2.7.7.23) in das Nukleotid UDP eingebaut, dabei entsteht UDP-N-Acetyl-D-Glucosamin.
- Dieses wird durch das Enzym UDP-N-Acetylglucosamin-4-Epimerase (EC 5.1.3.7) in das Nukleotid UDP-N-Acetyl-D-Galactosamin umgewandelt.
- UDP-N-Acetyl-D-Galactosamin ist einer der beiden Präkursoren von Chondroitinsulfat, welches aus den Monomeren N-Acetylgalactosamin und Glucuronsäure besteht.